# Ростовське князівство
Росто́вське князі́вство — руське князівство зі столицею в Ростові. Розташовувалося на території сучасної Ярославської та Вологодської областей Російської Федерації.
До середини 12 століття підпорядковувалося великому князю київському. Згодом стало удільним князівством у складі Володимиро-Суздальського князівства. У 1207 виділилося з Володимиро-Суздальського князівства. До його складу входили Ярославль, Углич, Молога, Білоозеро і Устюг. Перший князь Ростовського князівства, Костянтин Всеволодович, ставши в 1216 Великим князем Володимирським, розділив Ростовське князівство між синами. З його складу виділилися Ярославське і Углицьке князівства, а після 1238 — Білозерське князівство. І підкорялося Золотій Орді. У 1474 році увійшло до складу Великого князівства Московського, яке скупило усі землі князівства.

## Князі
Див також: Ростовські князі — князі Ростовського князівства та їхні нащадки
- Ярослав Володимирович (Мудрий) (990–1010)[1]
- Борис-Роман Володимирович (1015–1015)[1]
- 1207–1218 — Костянтин Всеволодович
- 1218–1238 — Василько Костянтинович
- 1238–1277 — Борис Василькович
- 1277–1278 — Гліб Василькович
- 1278–1286 — Дмитро Борисович і Костянтин Борисович
- 1286–1288 — Костянтин Борисович
- 1288–1294 — Дмитро Борисович
- 1294–1307 — Костянтин Борисович
- 1307–1316 — Василь Костянтинович
- 1316–1320 — Юрій Олександрович

### Ростово-Усретінські князі
- 1320–1331 — Федір Васильович
- 1331–1360 — Андрій Федорович
- 1360–1364 — Костянтин Васильович
- 1364–1409 — Андрій Федорович
- 1409-? — Іван Андрійович

### Ростово-Борисоглібські князі
- 1320–1365 — Костянтин Васильович
- 1365–1404 — Олександр Костянтинович
- 1404–1416 — Андрій Олександрович
- 1417–1418 — Федір Олександрович
- ?-1474 — Володимир Андрійович та Іван Іванович Довгий

## Монети Ростовського князівства

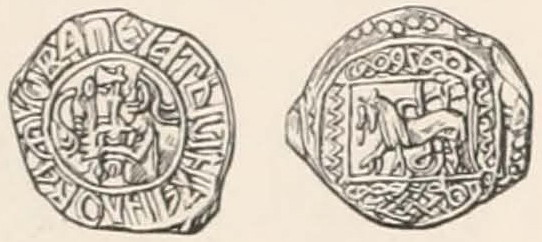
XIV ст.
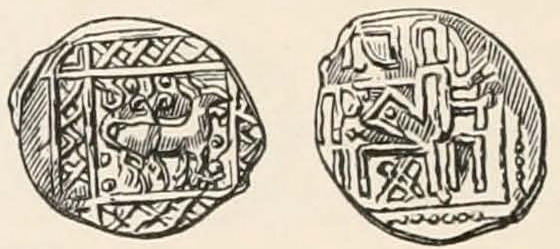
XIV ст.
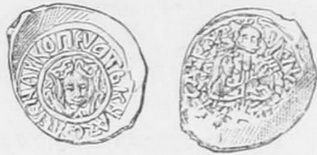
Монета Андрія Федоровича (1371-1380)
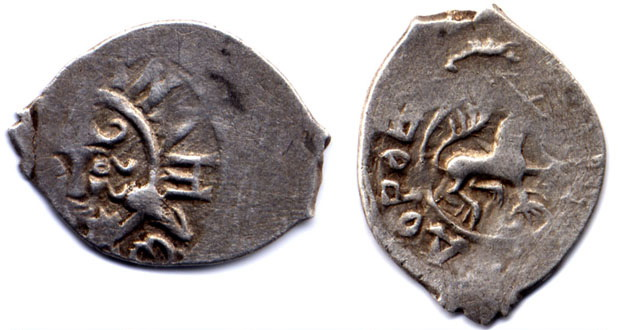
Монета Івана Андрійовича та Андрія Олександровича

## Виділилися князівства та уділи
- Углицьке князівство (1216–1591)
- Ярославське князівство (1218–1463)
- Білозерське князівство (1238–1486)
- Устюзьке князівство (1364–1474)
- Бохтюзьке князівство (1364–1434)